# Либерия в Первой мировой войне
Либерия вступила в Первую мировую войну 4 августа 1917 года, до этого сохраняла нейтралитет. Либерия объявила войну Германской империи и выступила на стороне Антанты.

## Предпосылки
До начала Первой мировой войны Либерия была в значительной степени бедной и нестабильной и зависела от Германии примерно на 75 % своей внешней торговли. Начало войны вызвало спад в торговле Германии, что серьёзно отразилось на экономике Либерии. Таким образом, Германия играла важную роль в экономическом развитии страны. У Либерии были уникальные колониальные отношения с Соединенными Штатами, и её суверенитету часто угрожали Британская и Французская империи, тогда как напротив, отношения между Либерией и Германией были на высоком уровне, и в течение многих лет эти две страны были дружественными государствами.
Однако, некоторые инциденты, произошедшие до войны, привели к тому, что отношения между Либерией и Германией стали напряженными в течение нескольких лет, а Либерия стала смотреть на Германию с неприязнью. Впервые немцы проявили интерес к колонизации Либерии.
15 декабря 1908 года либерийская таможенная канонерка обстреляла пароход, принадлежащий немецкой компании «Woermann». Либерийское судно «Lark» подозревало немецкий пароход в контрабанде и пыталось остановить его. Поскольку ходили слухи, что судном командовал британец и на нем работал британский экипаж, этот инцидент получил широкую огласку в Европе, особенно в Берлине, где он привлек большое внимание. Немцы отреагировали незамедлительно, приказав одному из своих судов, стоявших вдоль американского побережья, отправиться в Либерию. Чтобы избежать негативных последствий со стороны Германии, либерийские власти принесли свои извинения, выразив сожаление по поводу действий либерийского таможенного судна, остановившего немецкий пароход, который, как они позже поняли, не был виновен в контрабанде. Либерия также отрицала, что таможенным судном командовал британский офицер. Таким образом, инцидент был улажен.
В 1912 году из-за восстания кру в Ривер Сесс и Басса немецкие торговцы понесли некоторые убытки, хотя обошлось без человеческих жертв. Тем не менее, немцы были крайне обеспокоены: они заявили, что в этой части республики опасно жить, и приостановили свою деятельность. 17 декабря 1912 года немецкая канонерская лодка эвакуировала некоторых немецких торговцев с Ривер-Сесса на основании того, что она была небезопасна для жизни, из-за скопления враждебных групп. Действия этой группы были настолько враждебными, что ставили под угрозу жизнь иностранцев в этом секторе. Чтобы восстановить порядок и мир, либерийское правительство послало майора Балларда с инструкциями уничтожить город. Однако это не удовлетворило немцев, которые выступали за полное умиротворение всего района, чтобы торговля нормализовалась.
Ещё одним серьезным источником конфликта стал факт нападения на немецкого офицера со стороны либерийского офицера. Из-за этого инцидента немцы потребовали отставки майора Хораса, либерийского офицера, который в то время командовал войсками в Ривер Сессе. Утверждалось, что майор Хорас был ответственен за нападение на немецкого офицера. Либерийское правительство обещало расследовать этот вопрос, но приняло меры только много недель спустя. Такая медленная реакция вызвала сильное раздражение у немцев. Тем не менее, майор Баллард был назначен для расследования этого дела. Независимо от его отчетов, немцы настаивали на увольнении майора Хораса и компенсации ущерба, понесенного немецкими купцами. От Либерии также требовалось гарантировать, что ни в одной части страны не повторится ситуация, которая может угрожать жизни и имуществу. Согласившись выполнить первые два требования, Либерия категорически отказалась выполнять третье требование, поскольку рассматривалось как посягательство на суверенитет Либерии.
Следует отметить, что во время этих кризисов правительство Германии разместило три судна на либерийском побережье для защиты немецких подданных. Эти действия Германии вызвали большой страх не только в Либерии, но и в других европейских державах, которые предполагали, что Германия может иметь намерения в отношении республики. Либерийское правительство также было склонно рассматривать все это как попытку Германии унизить её. Но за исключением этих кризисов отношения между Либерией и Германией были исключительно дружественными. Даже несмотря на кризисы, к моменту начала войны в 1914 году две страны уладили свои разногласия и возобновили нормальные отношения друг с другом.

## Период нейтралитета (1914-1917)
Будучи единственной независимой страной в Западной Африке в тот период, Либерия оказалась в таком опасном положении, что не смогла удержаться от соблазна присоединиться к войне против Германии. В этот период большинство африканских стран находились под властью колониальных держав, и они вступили в войну, сражаясь бок о бок со своими колониальными хозяевами. Либерия была единственной страной в Западной Африке, которая не была колонией какой-либо европейской державы; поэтому для неё не было обязательным объявлять войну какой-либо из воюющих группировок. Но её связи с США носили частично колониальный характер, поскольку США не только поддерживали колонию своими деньгами и людьми, но и проявляли благосклонность к черной республике. Военно-морской флот Соединенных Штатов всегда был противодействующей силой во всех крупных кризисах между либерийскими властями и европейскими державами. Несмотря на эти прочные связи, Либерия сохраняла свой нейтралитет в начале войны. Вскоре после начала войны члены правления Американского общества колонизации выразили большую озабоченность возможной судьбой маленькой республики, которой не хватало как сильной армии, так и боеспособного флота. Даже пограничные войска были всего лишь «полицейскими в форме». Из-за своего бессилия Либерия могла легко стать «жертвой корысти более могущественных наций». Точка зрения Американского общества колонизации была четко изложена в телеграмме, направленной президенту Либерии Даниэлю Ховарду, в которой он предостерегал его следующим образом:
«Вам, вероятно, известно, что нынешняя европейская война, независимо от того, какая сторона одержит победу, неизбежно приведет к переделу африканской территории и что крайне важно, чтобы никакие действия вашего правительства прямо или косвенно не послужили предлогом для нарушения территориальной целостности Республики Либерия.»
В начале мировой войны Соединенные Штаты были заинтересованы в защите нейтралитета Либерии, так как понимали, что независимость республики может быть легко потеряна в ходе европейской войны, если Либерия не будет соблюдать строгий нейтралитет.
В соответствии с этим наставлением, а также принимая во внимание коммерческие интересы Либерии, 10 августа 1914 года президент Ховард издал прокламацию о нейтралитете, которая гласила:
«Правительство Республики Либерия было информировано о том, что в Европе существует состояние войны, в которой воюют следующие державы: Австрия, Бельгия, Франция, Германия, Великобритания, Россия и Сербия; тогда как долг и интересы Республики Либерия требуют, чтобы она со всей искренностью и добросовестностью приняла и поддерживала нейтральное и беспристрастное поведение по отношению к воюющим державам. Поэтому теперь я, Даниэль Ховард Республики Либерия, счел необходимым заявить о строгом нейтралитете Республики Либерия по отношению к вышеупомянутым державам, соответственно, и настоящим я увещеваю и предупреждаю всех граждан Республики Либерия тщательно избегать всех действий и процедур, которые могут каким-либо образом нарушить вышеупомянутый нейтралитет.»
Объявление нейтралитета могло спасти нацию от британского, французского или даже немецкого завоевания. Хотя оно было сделано через несколько дней после провозглашения нейтралитета Соединенными Штатами, заявление Либерии не похоже на американское заявление. Декларация президента Дэниэла Ховарда является строгими инструкциями для граждан и торговцев Либерии, в то время как заявление президента Вудро Вильсона, напротив, несёт в себе чувство разочарования в связи с конфликтом и готовность помочь положить ему конец. Тем не менее, обе декларации нейтралитета служили одной и той же цели: официальное заявление о неучастии в Первой мировой войне.
Поскольку Либерия вела собственную сложную внутреннюю войну за контроль над населением кру, а британские официальные лица рассматривали возможность оккупации республики, Франция вела собственную битву с сопротивляющимся африканским населением. Франция участвовала в процессе массового набора солдат из французского Судана для использования на Западном фронте в 1915 году. Однако часть африканского населения в этом районе бежала из французских колоний на чужие территории: в Португальскую Гвинею, Британскую Гамбию, а также в нейтральную Либерию. Франция была готова, если не обязалась, вернуть своих убегающих подданных с помощью военной силы. И британские, и французские действия в 1915–1916 годах вновь демонстрируют угрозу суверенитету и территориальной целостности Либерии, а также финансовые трудности африканской страны в первые годы Первой мировой войны, и эти опасения, безусловно, повлияли на её решение начать войну в следующем году.
Республика пыталась поддерживать «строгий нейтралитет», но, оказавшись втянутой в события мировой войны, она не могла долго сохранять нейтралитет. В экономическом плане нейтралитет привел к полному прекращению торговли, он также не смог защитить её от нападений и другого рода агрессии, неизбежных в войне такого глобального значения. Географически республика занимала стратегически важное положение — она находилась на побережье африканского континента, мимо которого часто проходили судна. Либерия также была родиной племён кру, которые были очень нужны в качестве рабочей силы на европейских кораблях. Любая страна, контролирующая Либерию, определённо получила бы гарантированный резерв рабочей силы из племени кру. По этим и другим причинам европейские державы с особым интересом смотрели на западноафриканскую республику.
На данном этапе европейской войны нейтралитет считался наиболее подходящим курсом для Либерии, однако вскоре Республика обнаружила, что не может сохранять нейтралитет перед лицом давления со стороны союзников и немцев. Внутри страны ситуация становилась такой, что могла потребовать вмешательства Великобритании.

### Восстание кру (1915-1916)
В конце 1915 года народ кру юго-восточного побережья восстал против либерийского правительства. Их восстание было настолько успешным, что им удалось прервать морское сообщение между юго-восточной частью Либерии и другими частями Республики. Они протестовали против налогообложения и таможенных сборов и использовали свои военные каноэ для блокады портов после того, как напали на нескольких либерийских таможенников и убили их. Вспышка восстания, особенно среди народа кру, вызвала волнение в либерийской столице, поскольку Кру были известны своей настойчивостью в поддержку захвата их страны англичанами — они предпочитали находиться под политической опекой британцев, а не американцев или либерийцев.
Помимо восстания, правительственные чиновники были еще больше сбиты с толку, когда 18 октября 1915 года в Монровию прибыл британский военный корабль «Highflyer». Командир судна сообщил президенту республики, что ему приказано оказать помощь либерийскому правительству в подавлении восстания и беспорядков. Осознавая серьезность ситуации, правительство Либерии обратилось за помощью к Соединенным Штатам, предположив, что присутствие американского военного судна было бы весьма полезным; но помощь из США поступила только в ноябре 1915 года, когда в Монровию прибыл американский военный корабль «Chester». Он сыграл важную роль в подавлении восстания Кру, поскольку сразу после прибытия он направился в Синоэ, где доставил оружие и боеприпасы, присланные Соединенными Штатами. Судно также использовалось для доставки солдат пограничных сил на место беспорядков и снабжения их оружием и боеприпасами, продовольствием и другими предметами первой необходимости.
Быстрое прибытие американского корабля предотвратило британские махинации в Либерии. Подавление восстания усилило опасения чиновников в Монровии, которые усмотрели в нем внешние мотивы. Они также опасались, что англичане или французы воспользуются возможностью общего положения в Европе для вторжения в Либерию. Учитывая все это, либерийские власти приказали пограничным силам подавить восстание с особой суровостью. Роль афроамериканских офицеров, которые были направлены в Либерию в связи с переговорами об американском кредите, сыграла решающую роль в поражении Кру в их восстании 1915-1916 годов. Во время предыдущих восстаний Кру, 1912-1913 годов, майор Баллард, который в то время командовал пограничными войсками, усмирил Кру с большим кровопролитием. Лейтенант Уильям Раундтри, командовавший отрядом пограничных войск Либерии в Синоэ, объединил свои силы с отрядом либерийских войск из Ривер-Сесс, чтобы осадить крепости Кру Рок-Сесс и Сангвим 2-4 июня 1916 года. И Рок Сесс, и Сангвиник были захвачены после кровопролитной битвы, в которой правительственной войска почти уничтожили Кру.
Разгромив Кру, либерийские власти приказали лейтенанту Раундтри отправиться в Фиштаун с целью сбора их оружия и ареста бывшего короля Део Си. Прибыв туда 9 декабря 1916 года, лейтенант Раундтри созвал совет народа, включая бывшего короля, но тот не присутствовал. На совете Раундтри приказал всем жителям сдать оружие и боеприпасы. Было сдано только десять ветхих пушек. Жители города тайно вывезли из города все свое оружие и имущество. Раздраженный, лейтенант приказал обыскать каждый дом. В процессе выполнения этого приказа пограничники вышли за рамки своих полномочий и разграбили город.
Подобные случаи были нередки при подавлении восстаний коренного населения; тем не менее, в начале этого восстания в 1915 году президент Либерии учредил Комиссию для урегулирования спора о Кру. Это поручение было доставлено через «Chester» в Блубарру, хорошо укрепленную крепость Кру. Уверенные в своей силе и в том, что британцы вмешаются и помогут им, Кру оставались непоколебимыми в своей непреклонности довести свою борьбу до любого возможного конца; они отказались сотрудничать с американо-либерийским правительством до тех пор, пока их претензии не будут устранены. Их основные претензии были перечислены следующим образом:
1. необходимость создания большего количества портов въезда;
2. правительство взимает налоги с городов, где оно ничего не делает;
3. пренебрежительное отношение к вождям Кру.

Понимая, что они не могут сравниться по силе с Кру, либерийские власти обратились за помощью к Соединенным Штатам. Перед отправкой помощи Соединенные Штаты потребовали от либерийского правительства реформировать внутреннюю администрацию, поскольку Комиссия, направленная президентом Либерии во внутренние районы, негативно отозвалась о комиссарах внутренних дел, их коррупции и жестоком обращении с коренным населением. Либерийское правительство согласилось на реформы и фактически уволило некоторых комиссаров, но после того, как восстание было предотвращено, комиссары были восстановлены в должности, и злоупотребления возобновились.
К моменту восстания Кру в 1915 году Либерия начала ощущать последствия европейской войны. Одной из причин, по которой правительство обратилось за помощью к Соединенным Штатам, был тот факт, что у пограничных войск было крайне мало боеприпасов. Кроме того, из-за мировой войны и по другим причинам британцы отказались поставлять оружие в Либерию. Ливерпульские экспортеры уведомили всех своих либерийских клиентов, что британцы запретили отправку любых грузов в Либерию. Поскольку европейская война полностью прекратила любую торговлю с немцами, либерийцы не могли получить боеприпасы для своего оружия немецкого производства. Либерийское правительство было настолько напугано тем фактом, что Кру несли флаг Великобритании как доказательство их желания подчиниться британцам, что правительство было вынуждено обратиться к правительству США с просьбой разрешить судну «Chester» оставаться в водах Либерии до полного подавления восстания.
Американское судно осталась, и пограничным силам удалось подавить восстание Кру. В очередной раз военно-морские силы США помогли Либерии предотвратить возможную потерю независимости, подавив восстание коренных групп населения и не позволив британцам поставить Либерию в положение, когда она будет вынуждена нарушить свой нейтралитет. Вмешательство Великобритании в дела Либерии было предотвращено благодаря сочетанию проницательной дипломатии и военной мощи Америки.

## Период разрыва отношений с Германией и войны (1917-1918)

### Разрыв дипломатических отношений и объявление войны Германии
Неприятности для Либерии начались, когда Франция и Великобритания выразили решительный протест против того, что Германия продолжает использовать беспроводную станцию в Монровии. Они обвинили немецкие власти в том, что они «используют территорию Либерии для передачи беспроводных сообщений в не нейтральных целях». И Франция, и Великобритания направили в Либерию телеграмму с этим обвинением. Встревоженная республика поручила своему послу в Великобритании официально обратиться к Соединенным Штатам через посла в Лондоне с просьбой предложить решение этой проблемы.
Поэтому представители Антанты встретились 16 мая 1917 года в Монровии и предложили следующее:
1. Уведомить германского консула о разрыве отношений между правительством Либерии и Германией.
2. Одновременно произвести тщательный обыск в домах и местах работы всех проживающих здесь германских подданных и конфисковать в Либерии оружие и боеприпасы всех видов.
3. Чтобы британское военное судно со своими морскими пехотинцами оказало такую помощь, о которой конкретно просит правительство Либерии.
4. Чтобы все подданные Германии были депортированы из Либерии.

Посоветовавшись с обеими палатами законодательного собрания, президент Либерии объявил, что его страна готова выполнить требования. Поскольку такой акт был бы истолкован как объявление военных действий Германии, Либерия сообщила союзникам, что она готова начать такие действия только в том случае, если Соединенные Штаты, Великобритания и Франция заверят её, что они не будут «по отдельности или совместно заключать мир с Германией без обеспечения ее жизненно важных интересов против германской агрессии после войны», а также после того, как немцы покинут Либерию, Великобритания и её союзники должны снять ограничения, наложенные на либерийскую торговлю. В свою очередь, Великобритания пообещала, что снимет ограничения.  Прежде чем были проведены официальные переговоры, 6 апреля 1917 года Соединенные Штаты объявили войну Германии. Это действие Конгресса США убедило Либерию в том, что она обязана разорвать дипломатические отношения с Германией. Республика напомнила Государственному департаменту о своем бессилии оказать военную помощь Соединенным Штатам или защитить себя от превосходящей силы Германии во время и после войны, поэтому она обратилась к Соединенным Штатам с призывом защитить её от всех возможных последствий войны.
В апреле 1917 года Либерия разорвала дипломатические отношения с Германией. 4 августа 1917 года Либерия пошла ещё дальше, объявив войну Германии. Стратегия Антанты заключалась в том, чтобы уничтожить немецкую торговлю в Либерии и устранить её влияние из Западной Африки. Союзники также были заинтересованы в уничтожении немецкой беспроводной станции и кабелей в Либерии, поскольку они могли быть использованы в военных целях. Другим возможным намерением союзников было закрыть источник пальмового масла, важного ингредиента для производства смазочных материалов, в которых в то время нуждались немцы. Союзники могли бы набрать рабочую силу из Либерии, особенно из числа народа кру, чей морской опыт был бы необходим на британских судах, курсирующих по африканскому побережью. Их также можно было бы использовать в тылу во Франции или во Французской Западной Африке.

### Немецкая бомбардировка Монровии
9 апреля 1918 года у берегов Монровии появилась немецкая подводная лодка, командир которой направил правительству Либерии ультиматум, в котором говорилось, что французская беспроводная станция должна быть уничтожена, иначе Монровия, столица Либерии, подвергнется бомбардировке. Народ был охвачен паникой, но был полон решимости не поддаваться угрозам. Президент созвал экстренное заседание своего кабинета министров для рассмотрения ультиматума. Они были единодушны в своем решении: «...мы должны быть верны нашим союзникам, независимо от последствий для нас». Затем командиру подводной лодки было направлено сообщение, в котором содержался категорический отказ в этой просьбе. Срок ультиматума истек в четыре часа, и подводная лодка немедленно начала обстрел. Семь человек были убиты, несколько домов разрушены, французская телеграфная станция была полностью уничтожена. Город мог бы быть серьёзно поврёжден, если бы не своевременное вмешательство британского крейсера, патрулировавшего западноафриканское побережье. Немецкая подводная лодка быстро исчезла после прибытия британского судна.

### Западный фронт
Небольшое количество либерийских военнослужащих служило во Франции, хотя и не участвовало в боях.

### Экономика
Все немецкие жители страны были посажены на французское военное судно и вывезены во Францию, а немецкие предприятия были национализированы. Французская беспроводная станция, которая была разрушена в результате действий немецкой подводной лодки, была быстро отремонтирована и вновь работала для союзников. Граждане Либерии были направлены в Дакар для погрузки и разгрузки союзнических судов, после того как республика заключила соглашение с Колониальной администрацией Французской Западной Африки. Таким образом, Либерия внесла свой вклад в усилия союзников по нанесению экономического ущерба Германии в торговле с Западной Африки. Однако национализация предприятий привела к ещё большему экономическому спаду, особенно в связи с тем, что немецкие компании вытеснили либерийские предприятия из местной экономики; это ещё более усугубилось блокадой немецких подводных лодок, которая повлияла на движение судов в Либерии.
Торговля Либерии была парализована, когда немцы были изгнаны из страны, поскольку до войны они контролировали большую часть экономики страны. Прежде чем республика согласилась разорвать дипломатические отношения с Германией в 1917 году, она получила заверения от держав, особенно от Великобритании, которая обязалась снять ограничения, наложенные на либерийскую торговлю. Но Великобритания, вероятно, из-за нецелесообразности с военной точки зрения, игнорировала свое обещание, что приносило значительный ущерб Либерии. Доходы страны, основанные в основном на таможенных пошлинах, были полностью прекращены с ликвидацией немецкого судоходства.
Как союзная страна, Либерия получала ссуды свободы от США, хотя после окончания войны эта финансовая поддержка значительно уменьшилась. Финансовое положение страны было настолько ужасным, что она не могла ни выплачивать взносы по внешним займам, ни платить своим чиновникам и солдатам, чья численность сократилась примерно с 1 500 до 600 человек. Не хватало продовольствия, так как либерийцы не занимались сельским хозяйством, и поэтому основной продукт питания — рис — импортировался из-за границы. Активная деятельность немецких подводных лодок затруднило восстановление активной торговли с Либерией, и поэтому она не могла ничего импортировать из-за граница. Экономический крах, удушающий голод, социальная и политическая незащищенность страны заставили либерийцев обратиться за помощью к Соединенным Штатам. Мировая война уже разрушила планы по получению международного займа в размере 1 700 000 долларов. В рамках военных мер Америки, а также в связи с особыми отношениями между Соединенными Штатами и Либерией, первые решили одолжить второй стране сумму в 5 000 000 долларов, но кредит так и не был предоставлен из-за американской внутриполитической борьбы.
Финансовое и социальное положение было тяжелым во время войны и сразу после нее. Войска страны были размещены в стратегических точках внутри страны, а также на стратегических постах на границах и не участвовали в европейской войне, всё это время они были заняты предотвращением восстаний Кру, а также поддержанием порядка. Таким образом, солдаты использовались для подавления тех групп коренного населения, которые могли захотеть воспользоваться мировой войной для разжигания беспорядков, чтобы подчинить себя той или иной европейской стране.
Война с кру привела к истощению оружейного запаса в Монровии. Поскольку ситуация стала критически опасной, правительство Либерии было вынуждено заказать в США 100 карабинов Krag и 250 000 патронов для использования либерийскими войсками в целях сохранения порядка и мира во внутренних районах страны. Либерия обратилась к Соединенным Штатам за помощью «в обеспечении себя необходимыми средствами, чтобы заставить туземцев уважать правительство и поддерживать его власть». Такое же количество оружия и боеприпасов было отправлено в Либерию в 1915 году по просьбе страны, но эти запасы были исчерпаны в результате серии сражений с коренным населением.
В 1918 году единственное либерийское судно «Lark», которое использовалось в основном как судно береговой охраны, было потоплено немецкой подводной лодкой. Во время войны у страны не было судна, которое могло бы нести бдительную службу у её побережья, за исключением британских военных кораблей. Чтобы заменить потопленное судно, президент Соединенных Штатов приказал министру военно-морских сил США продать Либерии американский корабль «Corona» почти за бесценок. Министр одобрил продажу, и судно было продано Либерии. Республика не могла позволить себе не иметь судна, поскольку во всех предыдущих столкновениях с коренным населением судно, которое было потоплено, использовалось для доставки солдат, оружия и боеприпасов в район беспорядков. Отсутствие судна и оружия может помешать республике продемонстрировать свою военную мощь по отношению к коренному населению.

## Парижская мирная конференция
Либерия, как страна-победительница, приняла участие в Парижской мирной конференции. США считали, что: «особый интерес Либерии к ситуации в Центральной Африке требует её участия, и её особое отношение к Соединенным Штатам должно обеспечить ей это». Чарльз Д. Б. Кинг, член либерийской делегации и будущий президент страны, подписал Версальский мирный договор по итогам конференции.
На конференции Франция и Британия призвали США установить мандат или протекторат над Либерией, чтобы навести там порядок и стабильность на границах их колоний. США были против аннексии Либерии другими державами, но и не хотели брать на себя контроль над ней, опасаясь негативной реакции общественности. В итоге на конференции либерийский вопрос не был окончательно решен. Чарльз Д. Б. Кинг, член либерийской делегации и будущий президент страны, выразил недовольство тем, что его не пригласили на неофициальную встречу США, Великобритании и Франции: «Мы возражаем против обсуждения, на котором Либерия не представлена. Судьба Либерии решается, а она не имеет права голоса в этом вопросе».

## Последствия
В результате войны численный состав армий всех стран, участвовавших в ней, значительно вырос, тогда как в Либерии военная мощь уменьшилась: количество солдат уменьшилось, расходы на армию сократились, и армия не занимала приоритетного положения в управлении страной во время войны. Этот фактор мог быть обусловлен тем, что Либерия не принимала военного участия в войне. Её участие в войне можно назвать косвенным и моральным; она поставляла рабочую силу союзникам и разорвала дипломатические и экономические отношения с Германией. У республики не хватало денег даже на закупку оружия и боеприпасов для немногочисленных солдат своей армии.
Последующие 1919-1923 годы были тяжелыми для Либерии. Последствия войны в полной мере ощущались в стране, каждый гражданин Либерии пострадал. Уровень бедности населения значительно вырос, что вызвало большие страдания в Монровии и глубинках страны. Власти страны считали, что единственным способом устранить пагубное влияние войны был поиск нового займа. Либерийская казна была настолько скудна, что это вызвало панику и беспокойство в правительственных кругах. После изгнания немцев монополия на банковский бизнес перешла к Британскому банку Западной Африки. Однако этот банк не хотел давать Либерии деньги, в которых она нуждалась, кроме как под огромные проценты и за «большую долю контроля над финансами страны». Уступка условиям Британского банка Западной Африки означала автоматический контроль над страной со стороны британцев. Это была ситуация, которой Либерия очень боялась.
Испытывая острую нужду в деньгах, страна обратилась к Соединенным Штатам с просьбой о займе в размере 5 000 000 долларов. Несмотря на то, что условия займа были снабжены множеством пунктов, некоторые из которых могли привести к вмешательству во внутренние дела страны и даже к частичной сдаче её суверенитета, Соединенные Штаты отказались одобрить переговоры о займе 1918 года. Либерия была в отчаянии и не имела никаких возможных средств, чтобы расплатиться со своими кредиторами, которые оказывали на неё давление. В качестве утешения представитель Госдепартамента заверил бедную страну, что провал переговоров не означает конца американо-либерийских отношений.
Хотя Первая мировая война ввергла Либерию в серьезный экономический кризис, она позволила республике укрепиться и усилить контроль над коренным населением с помощью пограничных сил и помощи США, а также некоторых европейских держав. Благодаря участию в войне и в Парижской мирной конференции 1919 года Либерия превратилась из относительно малоизвестной страны в международно значимую, приобрела определённый национальный и международный престиж и стала символом гордости африканских колоний. Не исключено, что именно вступление в Первую мировую войну обеспечило Либерии политическую независимость на межвоенный период.